# 川越市立武蔵野小学校
川越市立武蔵野小学校（かわごえしりつ むさしのしょうがっこう）は、埼玉県川越市むさし野にある公立小学校。

## 沿革
- 1969年
  - 4月8日 - 川越市立仙波小学校分校として設立
- 1970年
  - 4月1日 - 川越市立武蔵野小学校として独立
- 1972年
  - 5月1日 - 校歌制定
- 1976年
  - 4月8日 - 川越市立大塚小学校を分離
- 1982年
  - 4月8日 - 川越市立新宿小学校を分離[1]

## 教育目標
「豊かな心をもち、たくましい子の育成」
- みんなと仲良く、思いやりのある子
- よく学び、自主的・主体的に考える子
- 健康で、たくましい子[2]

## 通学区域
- 大塚新田
- 南大塚
- 四都野台
- 大塚
- 大塚新町
- むさし野
- 中台
- 今福[3]